# Суха Верблюжка
Суха Верблюжка — річка у Новгородківському районі Кіровоградської області, права притока Верблюжки (басейн Дніпра).

## Опис
Довжина річки 12 км, похил річки — 3,2 м/км. Формується з декількох безіменних струмків та багатьох водойм. Площа басейну 18,5 км².

## Розташування
Суха Верблюжка бере початок у селі Корбомиколаївка. Тече на південний схід і в селі Спасове впадає в річку Верблюжку, праву притоку Інгульця.